# Gudinnan (film, 1934)
Gudinnan (kinesiska: 神女; pinyin: Shénnǚ), är en kinesisk stumfilm från 1934. Den regisserades av Wu Yonggang, och i huvudrollen ses Ruan Lingyu i en av sina sista roller. Idag är Gudinnan en av de mer kända filmerna från den kinesiska filmens guldålder, och den är bland annat regissören Chen Kaiges favoritfilm från 1930-talet.

## Handling
Gudinnan handlar om en namnlös ung kvinna (spelad av Ruan Lingyu) som försörjer sig och sin son Shuiping genom prostitution i Shanghai. En natt, på flykt från polisen, hamnar hon hos en elak spelare (spelad av Zhang Zhizhi) som gömmer henne och sedan ser henne som en ägodel. Han hotar att föra bort Shuiping om hon inte fortsätter att ge honom pengar. Hon lyckas dock gömma sina pengar bakom en lös platta i en vägg.
När Shuiping är omkring 5 eller 6 år, bestämmer hon sig för att sätta honom i skola. De andra barnens föräldrar får dock snart veta att Shuipings mamma är prostituerad, och de kräver av skolan att han ska stängas av. Rektorn går och besöker mamman, och när han ser hennes stora kärlek till sitt barn inser han att han inte kan straffa Shuiping för hans mammas olyckliga situation. Skolan håller inte med honom, så han ger upp och Shuiping stängs av.
Mamman bestämmer sig nu för att flytta till en plats där ingen känner henne eller sonen. Hon tar bort plattan i väggen för att ta pengarna, men den elake spelaren har redan hittat gömstället och stulit pengarna. Hon konfronterar honom och kräver att få tillbaka sina pengar, och när han vägrar slår hon honom i huvudet med en vinflaska. Han dör av skadorna, och hon döms till 12 års fängelse för mord. Skolans rektor besöker henne och berättar att han kommer att ta hand om Shuiping. Hon ber rektorn att tala om för honom att hans mamma är död, så att han inte ska behöva leva med skammen över att ha en sådan mamma. Filmen slutar med att hon fantiserar över sonens framtida liv.

## Titeln
Filmens titel har flera betydelser. Å ena sidan är det en beskrivning av den namnlösa karaktären spelad av Ruan Lingyu, som likställs med en beskyddande gudinna i filmen. Å andra sidan refererar titeln till karaktärernas plats, där den kinesiska termen "Shennü", skenbart betyder "gudinna", även är eufemistisk slang för en "prostituerad."